# Saturn Awards 1997
La 23ª edizione dei Saturn Awards si è svolta il 23 luglio 1997 in California, per premiare le migliori produzioni cinematografiche e televisive del 1996.

## Vincitori e candidati
I vincitori sono indicati in grassetto, a seguire gli altri candidati.

### Film

#### Miglior film di fantascienza
- Independence Day, regia di Roland Emmerich[1]
- Fuga da Los Angeles (Escape from L.A.), regia di John Carpenter
- L'isola perduta (The Island of Dr. Moreau), regia di John Frankenheimer
- Mars Attacks!, regia di Tim Burton
- Mystery Science Theater 3000: The Movie, regia di Jim Mallon
- Primo contatto (Star Trek: First Contact), regia di Jonathan Frakes

#### Miglior film fantasy
- Dragonheart, regia di Rob Cohen[2]
- Matilda 6 mitica (Matilda), regia di Danny DeVito
- Le straordinarie avventure di Pinocchio (The Adventures of Pinocchio), regia di Steve Barron
- Il gobbo di Notre Dame (The Hunchback of Notre Dame), regia di Gary Trousdale e Kirk Wise
- James e la pesca gigante (James and the Giant Peach), regia di Henry Selick
- Il professore matto (The Nutty Professor), regia di Tom Shadyac
- Phenomenon, regia di Jon Turteltaub

#### Miglior film horror
- Scream, regia di Wes Craven[3]
- Curdled - Una commedia pulp (Curlded), regia di Reb Braddock
- Dellamorte Dellamore, regia di Michele Soavi
- Giovani streghe (The Craft), regia di Andrew Fleming
- Relic - L'evoluzione del terrore (The Relic), regia di Peter Hyams
- Sospesi nel tempo (The Frighteners), regia di Peter Jackson

#### Miglior film d'azione/avventura/thriller
- Fargo, regia di Joel ed Ethan Coen[4]
- Bound - Torbido inganno (Bound), regia di Andy e Larry Wachowski
- Mission: Impossible, regia di Brian De Palma
- Ransom - Il riscatto (Ransom), regia di Ron Howard
- The Rock, regia di Michael Bay
- Twister, regia di Jan de Bont

#### Miglior attore
- Eddie Murphy - Il professore matto (The Nutty Professor)
- Michael J. Fox - Sospesi nel tempo (The Frighteners)
- Jeff Goldblum - Independence Day
- Will Smith - Independence Day
- Patrick Stewart - Primo contatto (Star Trek: First Contact)
- Bill Paxton - Twister

#### Miglior attrice
- Neve Campbell - Scream
- Gina Gershon - Bound - Torbido inganno (Bound)
- Frances McDormand - Fargo
- Geena Davis - Spy (The Long Kiss Goodnight)
- Penelope Ann Miller - Relic - L'evoluzione del terrore (The Relic)
- Helen Hunt - Twister

#### Miglior attore non protagonista
- Brent Spiner - Primo contatto (Star Trek: First Contact)
- Joe Pantoliano - Bound - Torbido inganno (Bound)
- Jeffrey Combs - Sospesi nel tempo (The Frighteners)
- Brent Spiner - Independence Day
- Edward Norton - Schegge di paura (Primal Fear)
- Skeet Ulrich - Scream

#### Miglior attrice non protagonista
- Alice Krige - Primo contatto (Star Trek: First Contact)
- Pam Ferris - Matilda 6 mitica (Matilda)
- Glenn Close - La carica dei 101 - Questa volta la magia è vera (One Hundred and One Dalmatians)
- Jennifer Tilly - Bound - Torbido inganno (Bound)
- Fairuza Balk - Giovani streghe (The Craft)
- Vivica A. Fox - Independence Day
- Drew Barrymore - Scream

#### Miglior attore emergente
- Lucas Black - Lama tagliente (Sling Blade)
- Jonathan Taylor Thomas - Le straordinarie avventure di Pinocchio (The Adventures of Pinocchio)
- James Duval - Independence Day
- Lukas Haas - Mars Attacks!
- Mara Wilson - Matilda 6 mitica (Matilda)
- Kevin Bishop - I Muppet nell'isola del tesoro (Muppet Treasure Island)

#### Miglior regia
- Roland Emmerich - Independence Day[5]
- Tim Burton - Mars Attacks!
- Joel Coen - Fargo
- Wes Craven - Scream
- Jonathan Frakes - Primo contatto (Star Trek: First Contact)
- Peter Jackson - Sospesi nel tempo (The Frighteners)

#### Miglior sceneggiatura
- Kevin Williamson - Scream
- Lana Wachowski ed Andy Wachowski - Bound - Torbido inganno (Bound)
- Fran Walsh e Peter Jackson - Sospesi nel tempo (The Frighteners)
- Dean Devlin e Roland Emmerich - Independence Day
- Jonathan Gems - Mars Attacks!
- Brannon Braga e Ronald D. Moore - Primo contatto (Star Trek: First Contact)

#### Miglior costumi
- Deborah Everton - Primo contatto (Star Trek: First Contact)
- Thomas Casterline e Anna B. Sheppard - Dragonheart
- Robin Michel Bush - Fuga da Los Angeles (Escape from L.A.)
- Joseph A. Porro - Independence Day
- Colleen Atwood - Mars Attacks!
- Kym Barrett - Romeo + Giulietta di William Shakespeare (William Shakespeare's Romeo + Juliet)

#### Miglior trucco
- Rick Baker e David LeRoy Anderson - Il professore matto (The Nutty Professor)
- Rick Baker e Richard Taylor - Sospesi nel tempo (The Frighteners)
- Stan Winston e Shane Mahan - L'isola perduta (The Island of Dr. Moreau)
- Jenny Shircore e Peter Owen - Mary Reilly
- Michael Westmore, Scott Wheeler e Jake Garber - Primo contatto (Star Trek: First Contact)
- Greg Cannom - L'occhio del male (Thinner)

#### Migliori effetti speciali
- Volker Engel, Clay Pinney, Douglas Smith e Joe Viskocil - Independence Day
- Scott Squires, Phil Tippett, James Straus e Kit West - Dragonheart
- Wes Takahashi, Charlie McClellan e Richard Taylor - Sospesi nel tempo (The Frighteners)
- Jim Mitchell, Michael L. Fink, David Andrews e Michael Lantieri - Mars Attacks!
- John Knoll - Primo contatto (Star Trek: First Contact)
- Stefen Fangmeier, John Frazier, Habib Zargarpour e Henry LaBounta - Twister

#### Miglior colonna sonora
- Danny Elfman - Mars Attacks!
- Randy Edelman - Dragonheart
- Danny Elfman - Sospesi nel tempo (The Frighteners)
- David Arnold - Independence Day
- Nick Glennie-Smith, Hans Zimmer ed Harry Gregson-Williams - The Rock
- Jerry Goldsmith - Primo contatto (Star Trek: First Contact)

### Televisione

#### Miglior serie televisiva trasmessa da una rete
- X-Files (The X-Files)
- Dark Skies - Oscure presenze (Dark Skies)
- Ultime dal cielo (Early Edition)
- Millennium
- I viaggiatori (Sliders)
- I Simpson (The Simpsons)

#### Miglior serie televisiva trasmessa via cavo
- Oltre i limiti (The Outer Limits)
- Le nuove avventure di Robin Hood (The New Adventures of Robin Hood)
- Babylon 5
- Highlander (Highlander: The Series)
- Poltergeist (Poltergeist: The Legacy)
- Star Trek: Deep Space Nine

#### Miglior presentazione televisiva
- Doctor Who
- Alien Nation: The Enemy Within
- The Beast
- Fantasma per amore (The Canterville Ghost)
- I viaggi di Gulliver (Gulliver's Travels)
- The Lottery

#### Miglior attore in una serie televisiva
- Kyle Chandler - Ultime dal cielo (Early Edition)
- Avery Brooks - Star Trek: Deep Space Nine
- Eric Close - Dark Skies - Oscure presenze (Dark Skies)
- David Duchovny - X-Files (The X-Files)
- Lance Henriksen - Millennium
- Paul McGann - Doctor Who

#### Miglior attrice in una serie televisiva
- Gillian Anderson - X-Files (The X-Files)
- Claudia Christian - Babylon 5
- Melissa Joan Hart - Sabrina, vita da strega (Sabrina, the Teenage Witch)
- Lucy Lawless - Xena - Principessa guerriera (Xena: Warrior Princess)
- Helen Shaver - Poltergeist (Poltergeist: The Legacy)
- Megan Ward - Dark Skies - Oscure presenze (Dark Skies)

### Home media

#### Miglior edizione DVD/Blu-ray
- The Arrival
- La Machine
- Necronomicon
- Bad Pinocchio (Pinocchio's Revenge)
- Tremors 2: Aftershocks (Tremors II: Aftershocks)
- Terrore nello spazio (Within the Rock)

## Premi speciali
- Life Career Award: 
  - Dino De Laurentiis
  - John Frankenheimer
  - Sylvester Stallone
- George Pal Memorial Award: Kathleen Kennedy
- President's Award: Billy Bob Thornton
- Service Award: Edward Russell
- Special Award: Guerre stellari - 20º anniversario